# Pekka Talaslahti
Pekka Talaslahti (né le 1er octobre 1945 en Finlande) est un joueur de football et finlandais de hockey sur glace, qui jouait en tant qu'attaquant.
Il est connu pour avoir fini meilleur buteur du championnat de Finlande lors de la saison 1969 avec 18 buts (à égalité avec Hannu Lamberg).